# Marvel's Runaways
Marvel's Runaways, of simpelweg Runaways, is een Amerikaanse televisieserie van ABC, ontwikkeld door Josh Schwartz en Stephanie Savage en gebaseerd op het gelijknamige superheldenteam van Marvel Comics, bedacht door Stan Lee en Jack Kirby. Het speelt zich af in het Marvel Cinematic Universe (MCU) en werd geproduceerd door ABC Studios en Marvel Television in samenwerking met Fake Empires. Na drie seizoenen kwam er een einde aan de serie. Tot 2023 was de serie te zien op Hulu en Disney+.

## Verhaal
Zes tieners van verschillende achtergronden voegen zich samen om op te komen tegen een gezamenlijke vijand, hun ouders die gezamenlijk een criminele organisatie genaamd Pride voeren. In het tweede seizoen zijn de tieners op de vlucht voor hun ouders en tegelijkertijd op zoek naar een manier om Pride te stoppen. In het derde seizoen nemen The Runaways het op tegen Morgan Le Fay, een nieuwe vijand.

## Rolverdeling[11][12]
| Acteur             | Personage             |
| ------------------ | --------------------- |
| Rhenzy Feliz       | Alex Wilder           |
| Lyrica Okano       | Nico Minoru           |
| Virginia Gardner   | Karolina Dean         |
| Ariela Barer       | Gertrude Yorkes       |
| Gregg Sulkin       | Chase Stein           |
| Allegra Acosta     | Molly Hayes Hernandez |
| Angel Parker       | Catherine Wilder      |
| Ryan Sands         | Geoffrey Wilder       |
| Annie Wersching    | Leslie Dean           |
| Kip Pardue         | Frank Dean            |
| Ever Carradine     | Janet Stein           |
| James Marsters     | Victor Stein          |
| Brigid Brannagh    | Stacey Yorkes         |
| Kevin Weisman      | Dale Yorkes           |
| Brittany Ishibashi | Tina Minoru           |
| James Yaegashi     | Robert Minoru         |
| Julian McMahon     | Jonah                 |
| Clarissa Thibeaux  | Xavin                 |
| Danielle Campbell  | Eiffel                |
| Pat Lentz          | Aura                  |
| Heather Olt        | Frances               |
| DeVaughn Nixon     | Darius Davis          |
| Cody Mayo          | Vaughn Kaye           |
| Alex Fernandez     | Flores                |
| Ozioma Akagha      | Tamar Davis           |
| Aijona Alexus      | Livvie                |
| Helena Madelyn Kim | Megan                 |
| Myles Bullock      | Anthony AWOL Wall     |
| Elizabeth Hurley   | Morgan le Fay         |
| Scarlett Byrne     | Bronwyn               |
| Olivia Holt        | Tandy Bowen / Dagger  |
| Aubrey Joseph      | Ty Johnson / Cloak    |

## Afleveringen

### Seizoen 1 (2017-2018)
| Afl. | Titel           | Regie              | Scenario                             | Originele releasedatum |
| 1    | "Reunion"       | Brett Morgen       | Josh Schwartz & Stephanie Savage     | 21 november 2017       |
| 2    | "Rewind"        | Roxann Dawson      | Josh Schwartz & Stephanie Savage     | 21 november 2017       |
| 3    | "Destiny"       | Nina Lopez-Corrado | Kalinda Vazquez                      | 21 november 2017       |
| 4    | "Fifteen"       | Ramsey Nickell     | Tamar Becher-Wilkinson               | 28 november 2017       |
| 5    | "Kingdom"       | Jeffrey Wm Byrd    | Rodney Barnes & Michael Vukadinovich | 5 december 2017        |
| 6    | "Methamorposis" | Patrick Norris     | Kalinda Vazquez                      | 12 december 2017       |
| 7    | "Refraction"    | Peter Hoar         | Quinton Peeples                      | 19 december 2017       |
| 8    | "Tsunami"       | Millicent Shelton  | Rodney Barnes & Michael Vukadinovich | 26 december 2017       |

### Seizoen 2 (2018)
| Afl. | Titel              | Regie               | Scenario                         | Originele releasedatum |
| 1    | "Gimme Shelter"    | Allison Liddi-Brown | Josh Schwartz & Stephanie Savage | 21 december 2018       |
| 2    | "Radio On"         | Chris Fisher        | Warren Hsu Leonard               | 21 december 2018       |
| 3    | "Doubles Zeros"    | Larry Teng          | Kirk A. Moore                    | 21 december 2017       |
| 4    | "Old School"       | Patrick Norris      | Tracy McMillan                   | 21 december 2018       |
| 5    | "Rock Bottom"      | Scott Peters        | Jake Fogelnes                    | 21 december 2018       |
| 6    | "Bury Another"     | Ami Canaan Mann     | Ashley Wigfield                  | 21 december 2018       |
| 7    | "Last Rites"       | James Madigan       | Quinton Peeples                  | 21 december 2018       |
| 8    | "Past Life"        | Anna Mastro         | Kendall Rogers                   | 21 december 2018       |
| 9    | "Big Shot"         | Wendey Stanzler     | Kirk A. Moore                    | 21 december 2018       |
| 10   | "Hostile Takeover" | Jeffrey W. Byrd     | Ashley Wigfield                  | 21 december 2018       |
| 11   | "Last Waltz"       | Ramsey Nickell      | Tracy McMillan                   | 21 december 2018       |
| 12   | "Earth Angel"      | Stephen Surjik      | Warren Hsu Leonard               | 21 december 2018       |
| 13   | "Split Up"         | Jeffrey Webb        | Quinton Peeples                  | 21 december 2018       |

### Seizoen 3 (2019)
| Afl. | Titel                     | Regie               | Scenario                          | Originele releasedatum |
| 1    | "Smoke and Mirros"        | Larry Teng          | Tracy McMillan                    | 13 december 2019       |
| 2    | "The Great Escape"        | Philip John         | Warren Hsu Leonard                | 13 december 2019       |
| 3    | "Lord of Lies"            | Allison Liddi-Brown | Kirk A. Moore                     | 13 december 2019       |
| 4    | "Rite of Thunder"         | Jeremy Webb         | Russ Cochrane                     | 13 december 2019       |
| 5    | "Enter the Dreamland"     | Rob Hardy           | Quiton Peeples                    | 13 december 2019       |
| 6    | "Merry Meet Again"        | Vanessa Parise      | Ashley Wigfield                   | 13 december 2019       |
| 7    | "Left-Hand Papes"         | Katie Eastridge     | Tracy McMillan & Kendall Rogers   | 13 december 2019       |
| 8    | "Devil's Torture Chamber" | Jeff Woolnough      | Warren Hsu Leonard & Stu Selonick | 13 december 2019       |
| 9    | "The Broken Circle"       | Geeta V. Patel      | Russ Cochrane & Kirk A. Moore     | 13 december 2018       |
| 10   | "Cheat the Gallows"       | Ramsey Nickell      | Quinton Peeples                   | 13 december 2019       |